# Dieselmotorrad

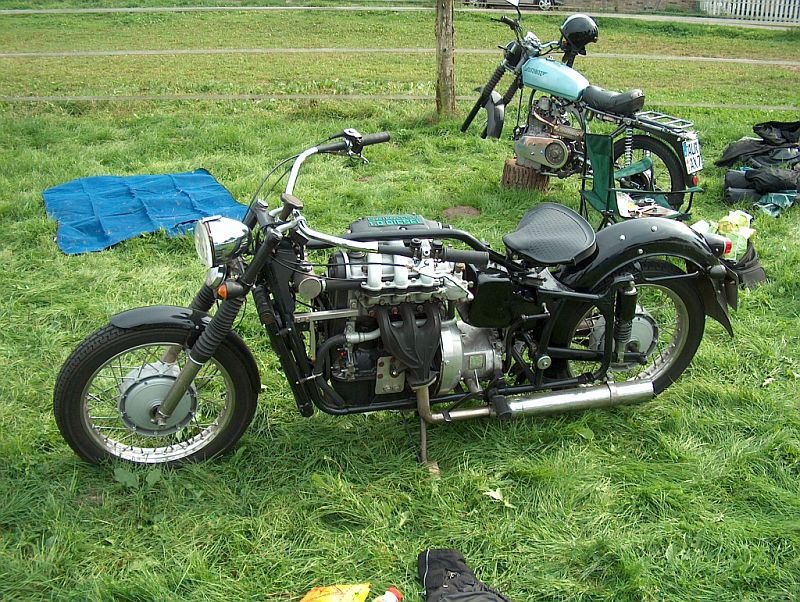
Speed-Triple und Flitzibitz

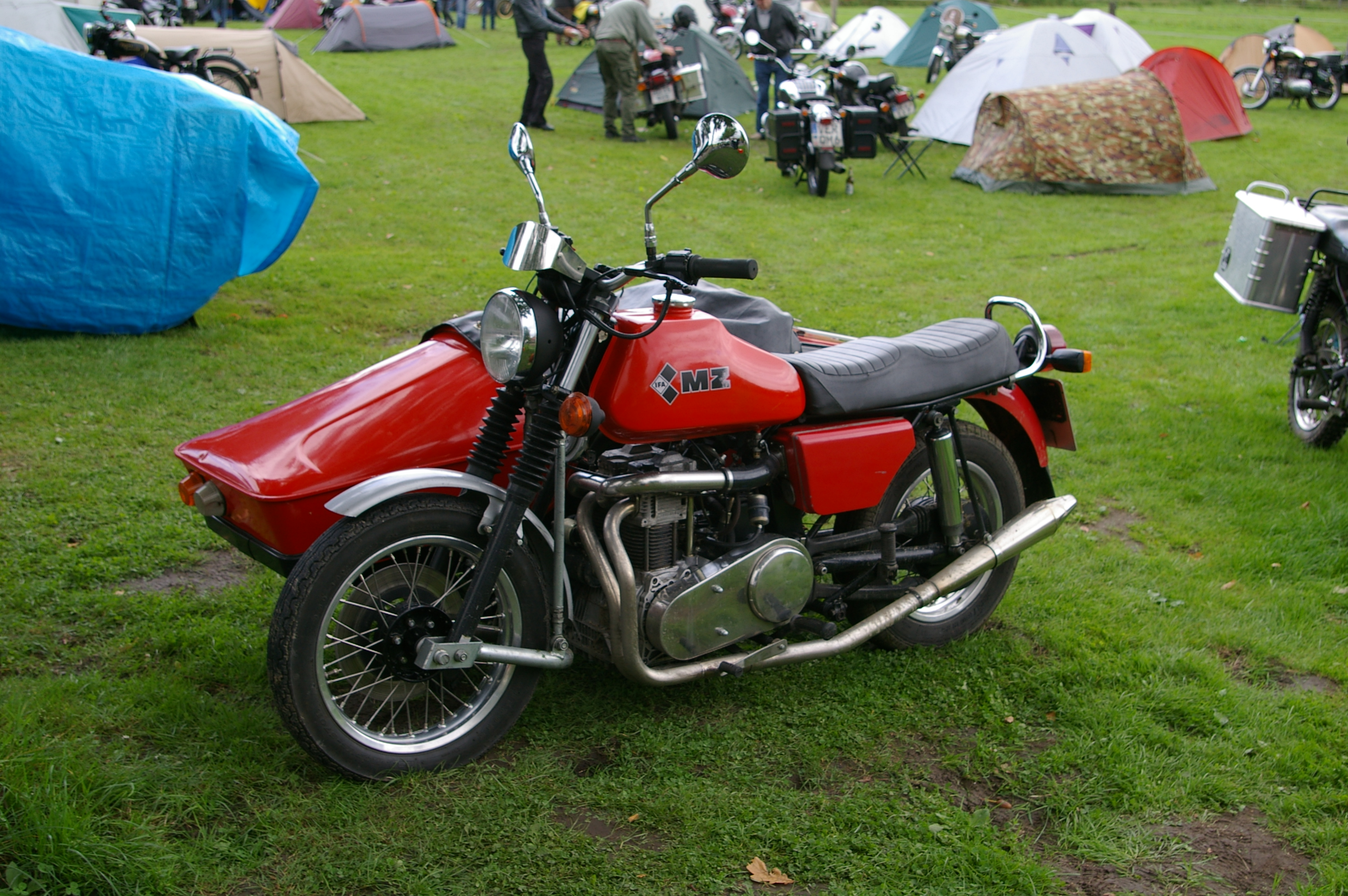
Do-it-yourself-Umbau eines MZ-Gespanns mit Zweizylinder-Diesel

Dieselmotorräder sind Motorräder mit Dieselmotor. Im Vergleich zum Ottomotor hat ein Dieselmotor einen unruhigeren Lauf und – bei gleicher Leistung – ein höheres Gewicht. Insbesondere aufgrund dieser beiden Nachteile des Dieselmotors fristet er im Motorradbereich bislang nur ein Nischendasein. Er wird in Einzelstücken, individuellen Umbauten oder Kleinserien eingesetzt.
Lange Zeit hat man sich im Dieselmotorradbau mit eher geringen Leistungssteigerungen auseinandergesetzt. Der indische Ursprung begann bei ca. 4,5 kW (6 PS), die ersten europäischen Prototypen hatten ca. 6 kW (8 PS). Heute haben die Einzylinder 8 kW (11 PS) und die Zweizylinder 15 kW (20 PS).
Private Enthusiasten haben über Jahre den Gedanken weiterverfolgt und teilweise hervorragende Lösungen unter Verwendung von Industrie- und Kleinwagenmotoren gefunden. Von kleinen Einzylinder-Industriedieseln in Oldtimer-Motorradrahmen bis zu modernen Fahrzeugmotoren in modifizierten Serienfahrzeugen oder gar komplett individuell gefertigten Rahmen haben Enthusiasten eine Vielzahl von fahrtauglichen Motorrädern auf die Räder gestellt. Die Leistung reicht hier von 4,5 bis 82 Kilowatt (6 bis 112 Pferdestärken).

## Zivile Serien- und Kleinserienmodelle

### Royal Enfield

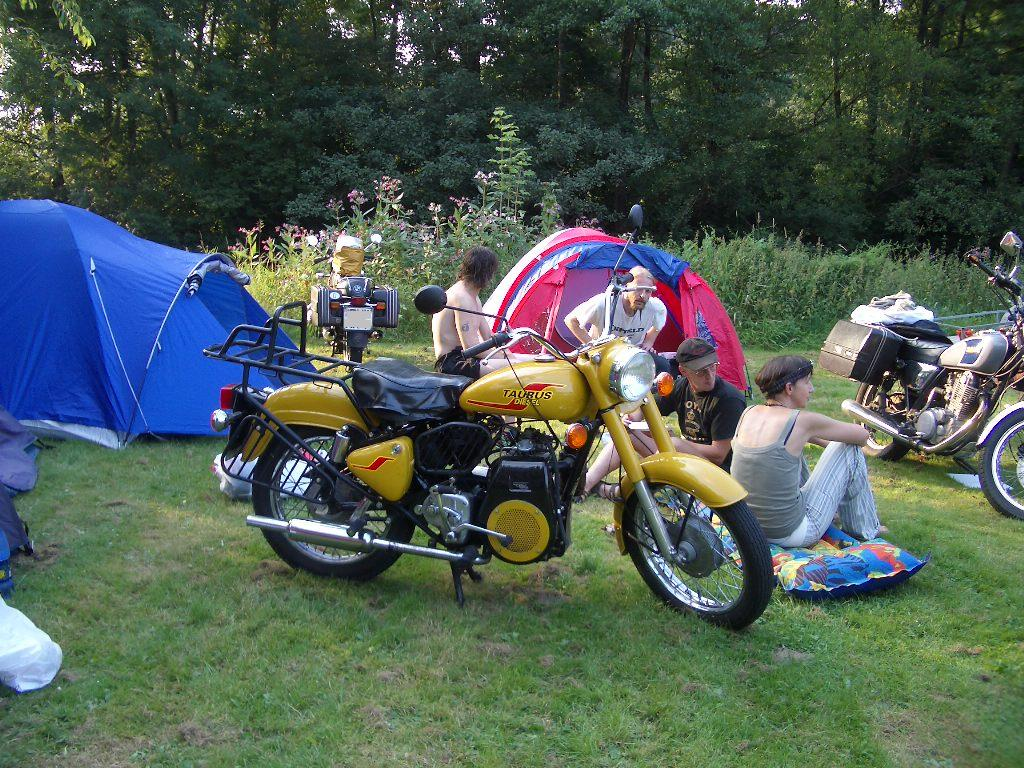
Taurus 325 Diesel

Royal Enfield war der einzige Hersteller, der jahrelang auf Basis des veralteten Konzeptes der Enfield Bullet, bei der Motor- und Getriebegehäuse getrennt sind, ein Dieselmotorrad mit einem Einzylinder-Stationärmotor für die Landwirtschaft angeboten hat: die „Enfield Taurus“, die für den modernen Straßenverkehr mit dem nur 5 kW (7 PS) starken Motor jedoch nur bedingt geeignet ist. Die Taurus war ein Motorrad für Indien und unter indischen Verhältnissen. Es gibt mittlerweile keine importierten Taurus mehr.

#### Sommer Diesel 516

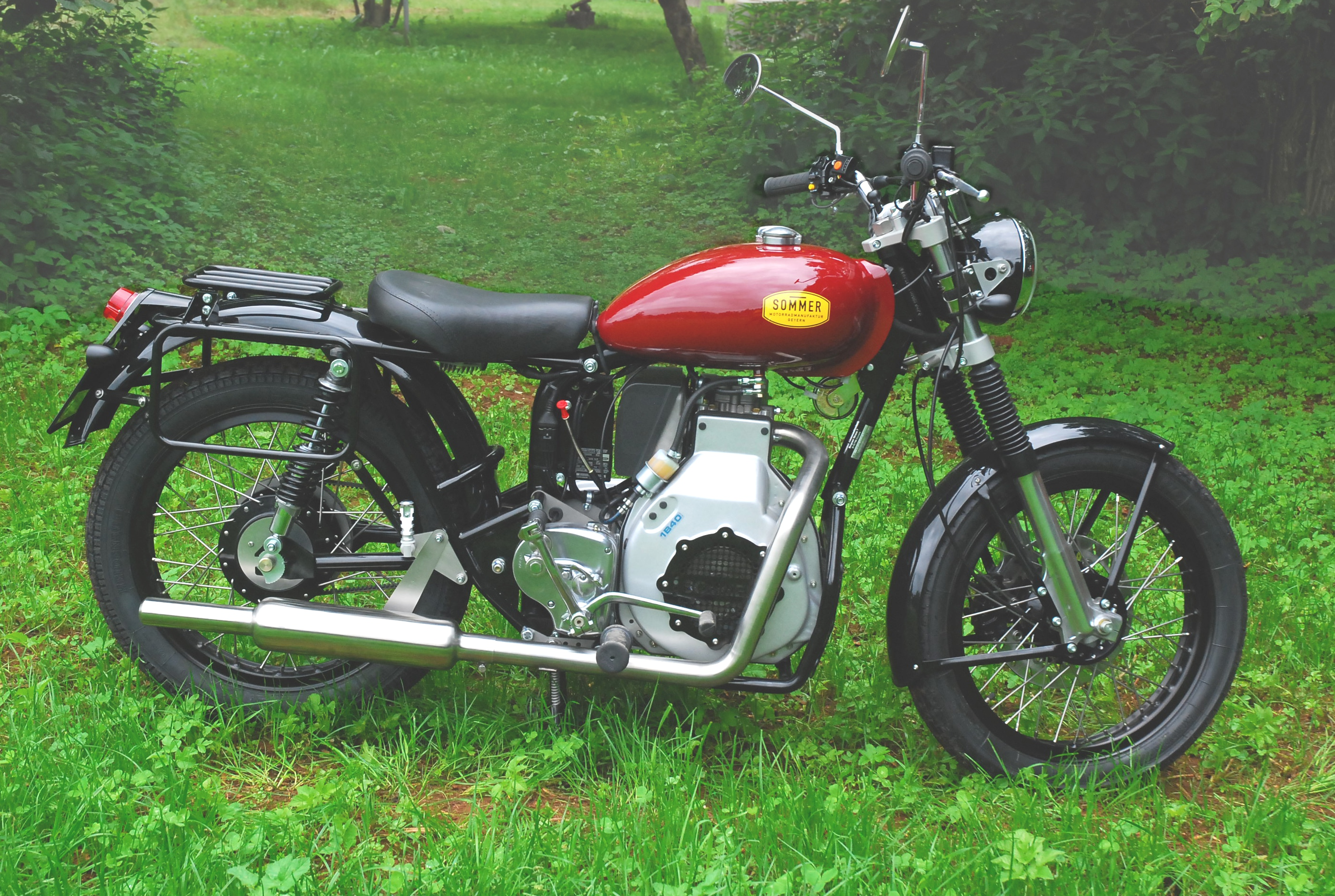
Sommer Diesel mit Fahrgestell aus eigener Produktion

Sommer Motorradtechnik in Geyern bietet ein Dieselmotorrad mit EU-Betriebserlaubnis an. Der Einzylinder-Dieselmotor des Herstellers Hatz wurde in ein Royal-Enfield-Fahrgestell eingebaut. Er leistet 9 kW (12 PS) und erreicht eine Endgeschwindigkeit von 105 km/h, bei einem Verbrauch von ca. 2 bis 2,5 l / 100 km. Seit 2011 wird kein Enfield-Rahmen mehr benutzt, sondern ein Eigenbau, der in Deutschland gefertigt wird.

#### Vahrenkamp Diesel 516
Ein Dieselmotorrad gebaut von Team Vahrenkamp aus Melle. Es wird weiterhin der klassische Rahmen der Royal Enfield Bullet mit allen seinen Vorteilen verwendet. Als Antriebsmotor wird der bekannte Hatz 1B50 (516 cm³ Hubraum, 12 PS) verwendet. Aufgrund der Verwendung des klassischen Royal Enfield Fahrgestells können Vahrenkamp Diesel Motorräder in sehr vielen, individuellen Varianten hergestellt werden.

### Dieselwiesel
Ein weiteres Dieselmotorrad wird in Deutschland von Motorrad Leitner in Nittendorf unter dem Namen Dieselwiesel produziert und vertrieben. Die Nennleistung beträgt 7 kW (10 PS), die Höchstgeschwindigkeit wird mit ca. 110 km/h angegeben. Der Verbrauch soll bei 1,5 bis 2 l/100 km liegen.

### E.V.A. Products: Track T-800 CDI

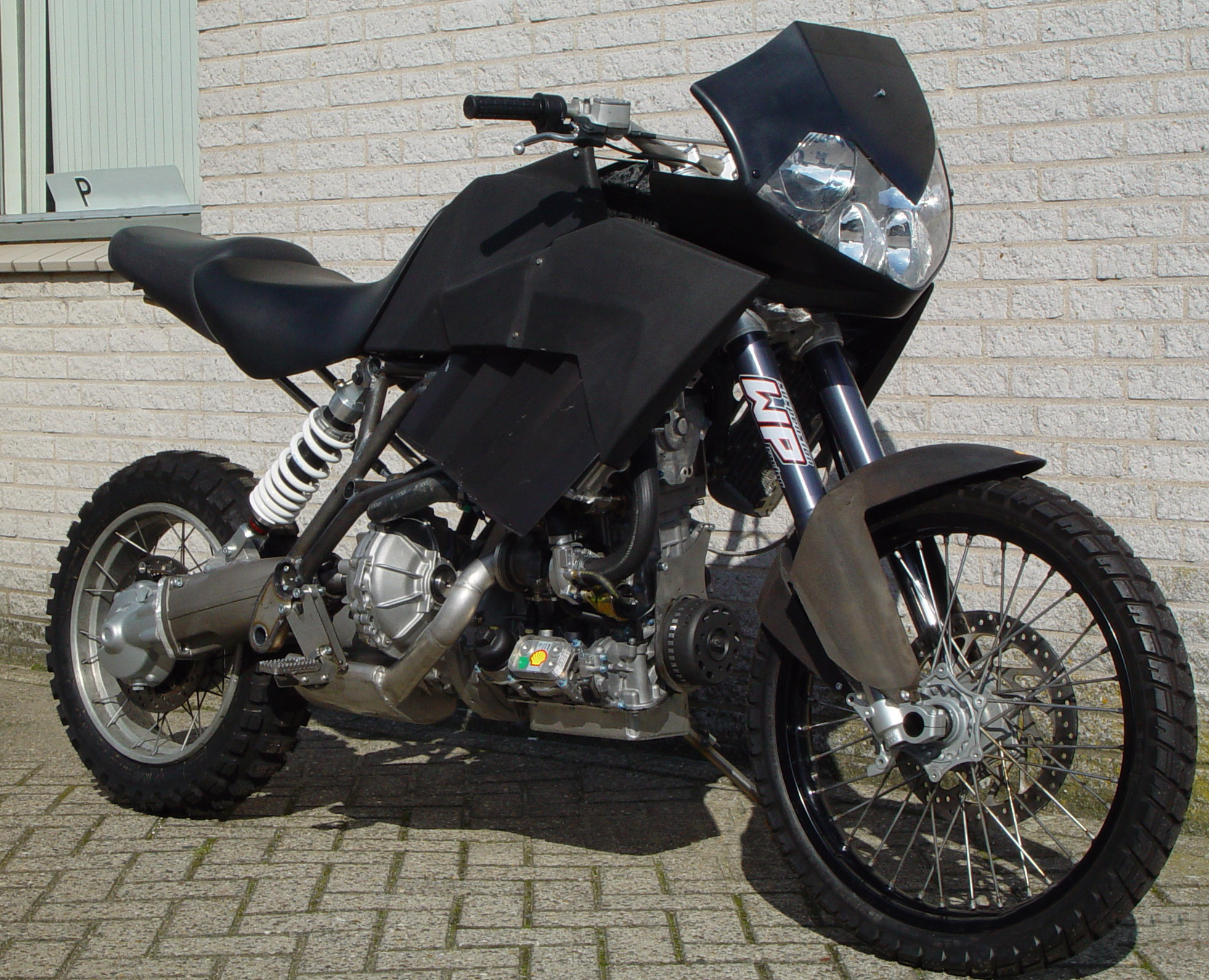
Track T-800CDI, dieselangetriebenes Motorrad aus Holland

Der niederländische Hersteller E.V.A. Products B.V. produzierte das Motorrad Track T-800 CDI. Das Motorrad hat einen turbogeladenen 3-Zylinder-Motor mit 800 cm³ Hubraum, der normalerweise in einem Smart eingesetzt wird. Im Jahr 2012 wurde die Produktion eingestellt.

### Neander 1400 Turbodiesel

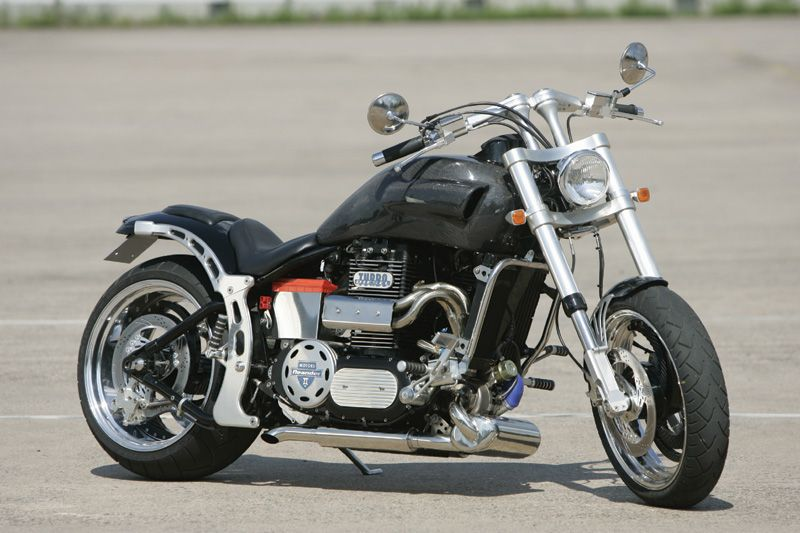
Prototyp der Neander 1400 TurboDiesel in einer Chopper-Version

Vom Hersteller Neander Motors AG aus Kiel kommt die Neander 1400 Turbodiesel. Der Zweizylinder-Turbodieselmotor hat laut Herstellerangaben einen Hubraum von 1340 cm³ und liefert eine Nennleistung von 82 kW (112 PS) bei 4.200/min. Das maximale Drehmoment wird mit 214 Nm bei 2.600/min angegeben. Der Motor beschleunigt das Motorrad in ca. 4,5 s auf eine Geschwindigkeit von 100 km/h. Das Unternehmen entwickelte hierfür niedrigzylindrige Hochleistungs-Dieselmotoren mit doppelter Kurbelwelle. Das Turbo-Dieselmotorrad ist mit einer Common-Rail-Einspritzung ausgestattet.
Die ehemalige Seite neander-motorcycle.com ist nicht mehr erreichbar.
Zurzeit ist dieses Motorrad nicht erhältlich und lt. Hersteller können zurzeit auch keine Anfragen diesbezüglich beantwortet werden, da der Fokus zurzeit auf Entwicklung eines Außenbordmotors läge.

### Shockster Turbo Diesel
Die Shockster Turbo Diesel ist das erste und einzige in Österreich entwickelte und zugelassene Turbo-Dieselmotorrad, das voll alltagstauglich ist. Das Fahrzeug hat einen Hubraum von 1500 cm³, eine Leistung von ca. 59 kW und ein Drehmoment von ca. 150 Nm bei 2500/min.

### Thunder Star 1200 TDI
Vom niederländischen Hersteller Star Twin Motors kommt die Thunder Star 1200 TDI. In der Thunder Star arbeitet ein Motor aus einem VW Lupo 1.2l TDI.

### Sonstige
Außerdem finden sich weitere Anbieter, die Umbauten auf der Basis von bereits zugelassenen Rahmen anbieten. Der älteste in Europa gefertigte Prototyp für ein Dieselmotorrad, das anschließend in Kleinserie produziert wurde, ist um 1980 von dem Engländer Ernie Dorsett realisiert worden. Aus seiner Matchless-Robin wurden nachher die Enfield-Robins, die in Deutschland von dem inzwischen verstorbenen Gerd Engmann verkauft worden sind.

## Militärische Nutzung

### Hayes Diversified Technologies

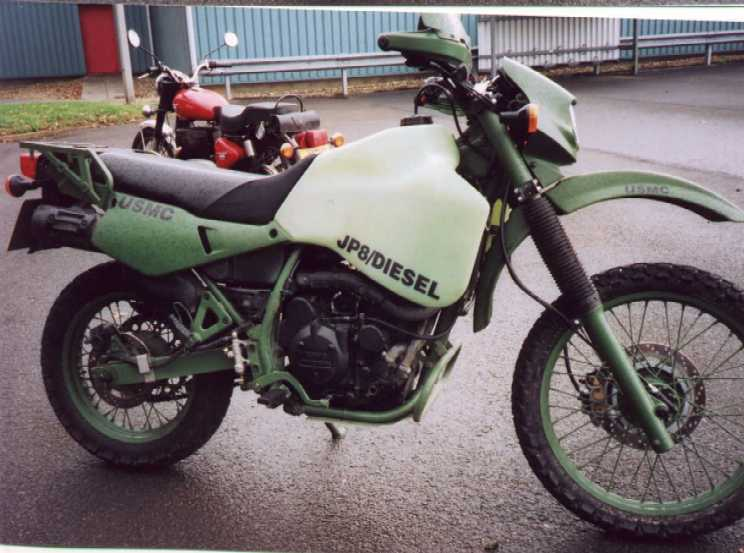
M1030M1 – Militärisches Diesel-Motorrad auf der Basis einer Kawasaki KLR

Nach mehreren Jahren der Motorenentwicklung an der Cranfield University wurde die M1030M1 vorgestellt. Sie wird auf der Basis einer modifizierten KLR650 von der Hayes Diversified Technologies produziert. Die Höchstgeschwindigkeit liegt bei etwa 90 mph (145 km/h) und der durchschnittliche Kraftstoffverbrauch bei 96 mpg-USA (2,5 l pro 100 km, 115 mpg-IMP) bei 55 mph (89 km/h). M1030M1-Motorräder haben erfolgreich an der British National Rally und den Bonneville Speed Trials teilgenommen. Das U.S. Marine Corps kaufte 440 Modelle der M1030M1 unter dem Namen M1030M1 JP8/Diesel. Als M1030M1E AVTUR/Diesel Militär-Motorrad wird sie auch an Großbritannien und europäische NATO-Länder verkauft. Eine Version für den zivilen Markt mit dem Namen D650A1 Bulldog, war ursprünglich für März 2006 geplant, aber aufgrund der erhöhten militärischen Nachfrage der M1030M1 hat sich die Produktion der zivilen Bulldog auf unbestimmte Zeit verzögert.
Im Sommer 2010 wurde auf der französischen Rüstungsausstellung Eurosatory mit der 1030M2 ein wichtiges Upgrade der M1030M1 präsentiert. Die Hauptänderung ist ein verbesserter 670-cm³-Vielstoffmotor, der 20 % mehr Leistung produziert. Eine patentierte Technologie namens MAC-C1 ermöglicht dabei dem Motor, nicht nur Standard-Automobil-Benzin- und LKW-Dieselkraftstoff zu verwenden, sondern auch fünf Kerosinarten und sogar schwereren Biodiesel auf Pflanzenölbasis. Die zivile Version dieser Maschine ist voraussichtlich die Altius Scimitar, eine indische Lizenzfertigung.
Verkleidete und unverkleidete Hayes-Diesel-Motorräder gewannen 2011 den zweiten und den vierten Platz bei der Mid-Ohio Craig Vetter Fuel Economy Challenge.

## Forschung im Hochschulbereich

EDIMO auf dem Dieselmotorradtreffen 2005 in Hamm

In den Jahren 2000 bis 2005 entwickelten Studenten der Hochschule Esslingen einen Motorrad-Prototyp mit einem Smart-Dieselmotor. Das EDIMO (Esslinger Diesel-Motorrad) getaufte Projekt wurde im Jahre 2004 der Öffentlichkeit vorgestellt, hat eine Straßenzulassung und es wurde abschließend an einem Partikelfilter gearbeitet.